# Gadóc
Koordináták: é. sz. 47° 47′ 01″, k. h. 18° 04′ 52″47.783692°N 18.081178°E

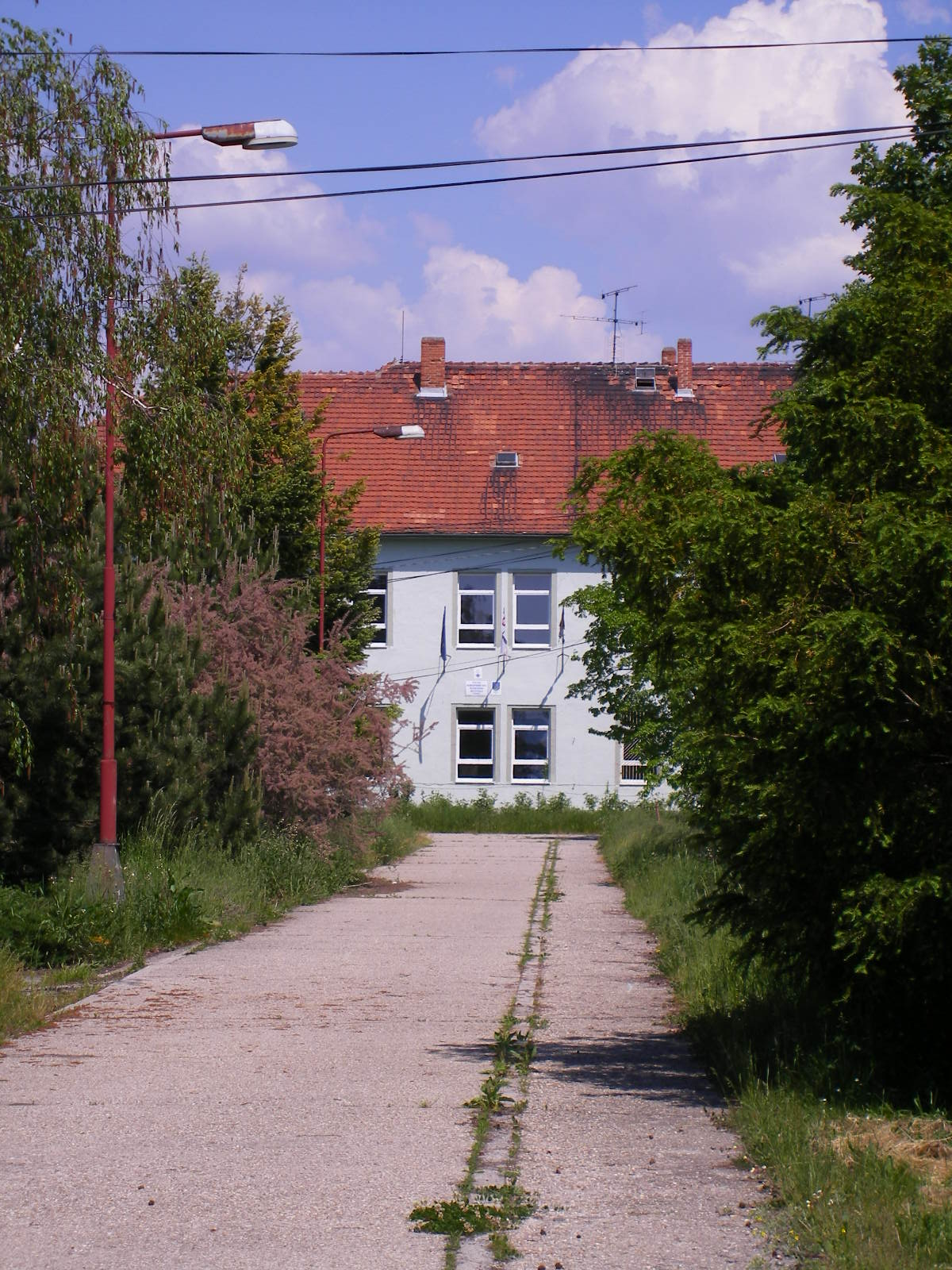
A volt mezőgazdasági szakközépiskola

Gadóc vagy Gadócpuszta (szlovák nyelven Hadovce) település Szlovákia déli részén, Komárom egyik városrésze. 1960. július 1-jén csatolták Komáromhoz, korábban Örsújfalu községhez tartozott (mely 1980 óta szintén Komárom része).

## Fekvése
Gadóc Komáromtól északnyugatra fekszik, a Keszegfalván át Gútára vezető 573-as út mentén, mely egyben a településrész főutcája is Gadóci út (Hadovská cesta) néven. Komárom városközpontjától 5 km-re északnyugatra fekszik, de az északnyugati külvárostól csak fél kilométer széles beépítetlen terület választja el.
Gadóc a Komárom várost alkotó 11 településrész egyike. Gadócon keresztülhalad az Alsó-Csallóköz vizeit levezető Komáromi-főcsatorna (Komárňanský kanál), mely a közeli Kabátfalunál ömlik a Vág-Dunába. Gadócon áthalad a 2003-ban megszüntetett Komárom-Gúta vasútvonal is, melynek megállóhelye a mezőgazdasági iskolánál volt (Komárno-škola).
A mai Gadóc tulajdonképpen az egykori Nagygadócpusztának felel meg, Kisgadócpuszta ettől mintegy 1 km-re északabbra fekszik. Utóbbi 2008-ban egyetlen épületből állt.

## Története

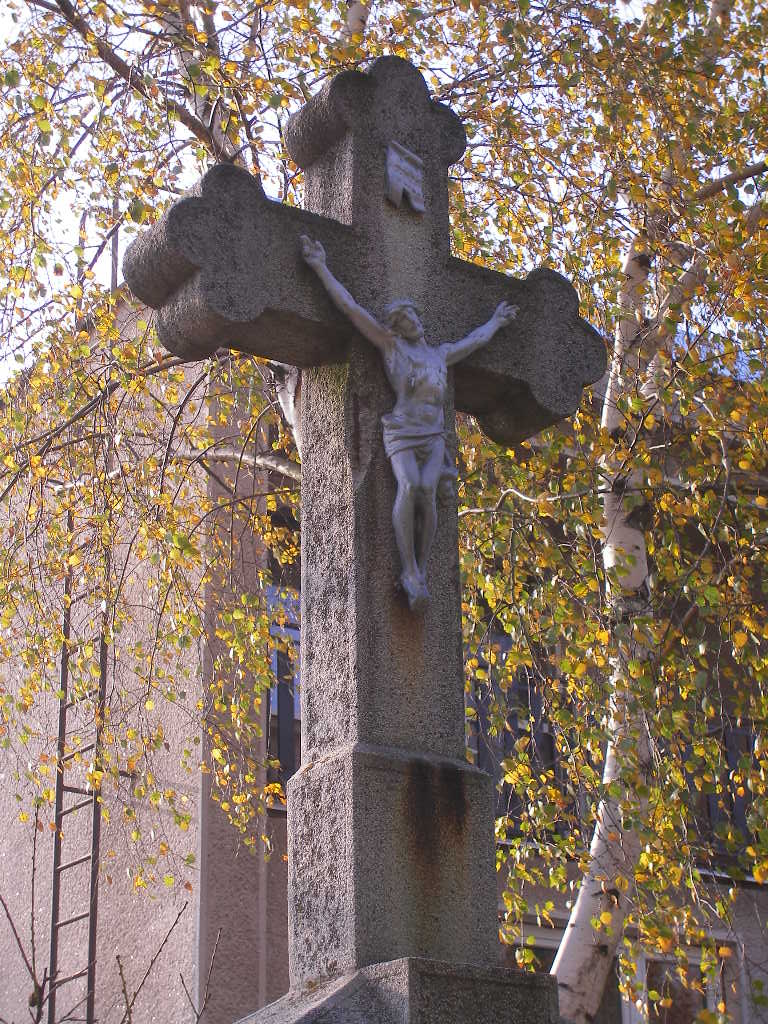
Útmenti kereszt

Gadóc középkori eredetű település, neve valószínűleg szláv eredetű és a had/gad (kígyó) névből származik. Az Árpád-korban a Koppán nemzetség birtokához tartozott, majd a velük rokon gróf Cseszneky család tulajdona lett.
A 19. század közepén Fényes Elek ezt írja róla: „Gadócz, Komárom város határával szomszédos puszta, Komárom vmegyében, a Vágh-Duna mellett. Áll 2309 holdból, mellynek negyedrésze termékeny, sőt gazdag szántóföld, 3/4 része pedig kaszáló és legelő. A határból mintegy 100 hold tulesik már a Vágh-Dunán. A csallóközi rész a pozsonymegyei vizektől, mellyek itt összetódulnak, nagy károkat szenved, s több mocsáros tavai és erei vannak. F. u. gr. Nádasdy Leopold; továbbá Ghiczy Mátyás és Sárkány Ferencz urak.”
Borovszky Samu monográfiasorozatának Komárom vármegyét tárgyaló része szerint: (Dunaújfaluhoz) „...tartoznak Cserhát, Duna-Örs, Kis- és Nagy-Gadócz, Szentpál, Tamási és Vadas puszták és Czikeháza és Losonczy tanyák. Gadócz puszta 1247-ben Gothue alakban szerepel és ekkor Eklyi Olthman fia András birtoka. 1260-70 között Gothouch néven, már faluként van említve. 1268-ban, a mikor a majki egyház birtoka, Kothouch alakban írják a nevét. 1483-ban az érseki papnemeseké, és ekkor possessio Gadowc nevet visel. 1624-ben a pannonhalmi főapát tiltakozik az ellen, hogy a Koppánmonostorhoz tartozó gadóczi jobbágyok a földadót a komáromi vár tisztjének fizessék. 1659-ben praedium, melynek Tatay Máté is egyik birtokosa. A mult század elején gróf Nádasdy Lipót, Ghiczy Mátyás és Sárkány Ferencz birtoka volt, ma Darányi Ignácz tulajdona.”
1920-ig Komárom vármegye Csallóközi járásának része. Gadócpuszta az 1920-as évek „földreformjáig” Darányi Ignác nagybirtokához tartozott. Az Őrsújfalu község kataszteréhez tartozó pusztán 1923-ban szlovák kolóniát hoztak létre 448,6 hektáros területen. A kolónián 22 család telepedett le, melyek közül 9 a korábbi nagybirtok alkalmazottainak családja volt. A telepesek közül 18 szlovák, 2-2 pedig magyar és morva volt. 1930-ban 158-an laktak a kolónián, melyen 1928-ban szlovák iskola is létesült. A házakat a vasútvonallal párhuzamosan építették úgy, hogy homlokzatuk a közeli államhatár felé nézzen. A két világháború között hivatalos neve Žitná volt. 1938-1945 között ismét Magyarország része.
Gadócon 1896-ban létesítettek mezőgazdasági középiskolát, mely a magyar nyelvű mezőgazdasági szakképzés fontos központja lett. Az intézményt (Komáromi Mezőgazdasági Szakközépiskola) 2007-ben összevonták az Építők Utcai Szaktanintézettel, Gadócon ezzel megszűnt az oktatás és az iskola épületeit az értékes parkkal együtt privatizálták.
2001-ben 283 lakosa volt. Gadóc jelenlegi arculatára erősen rányomja a bélyegét a település fölé magasodó, romokban álló kettős magtárépület. 2003-ban állatmenhely is létesült Gadócon. Gadóc déli részén, a szakközépiskola gazdasági épületeinek szomszédságában ipari terület található, ahol 2008-ban 9 különböző cég telephelye működött.

## Nevezetességek
- Útmenti kereszt – a Komárom bombázásakor (1945. március 29-én) meghalt testvérpár emlékére állíttatták szüleik.
- A volt mezőgazdasági középiskola parkjában mintegy 180 különféle fafaj található.[6]

## Képtár

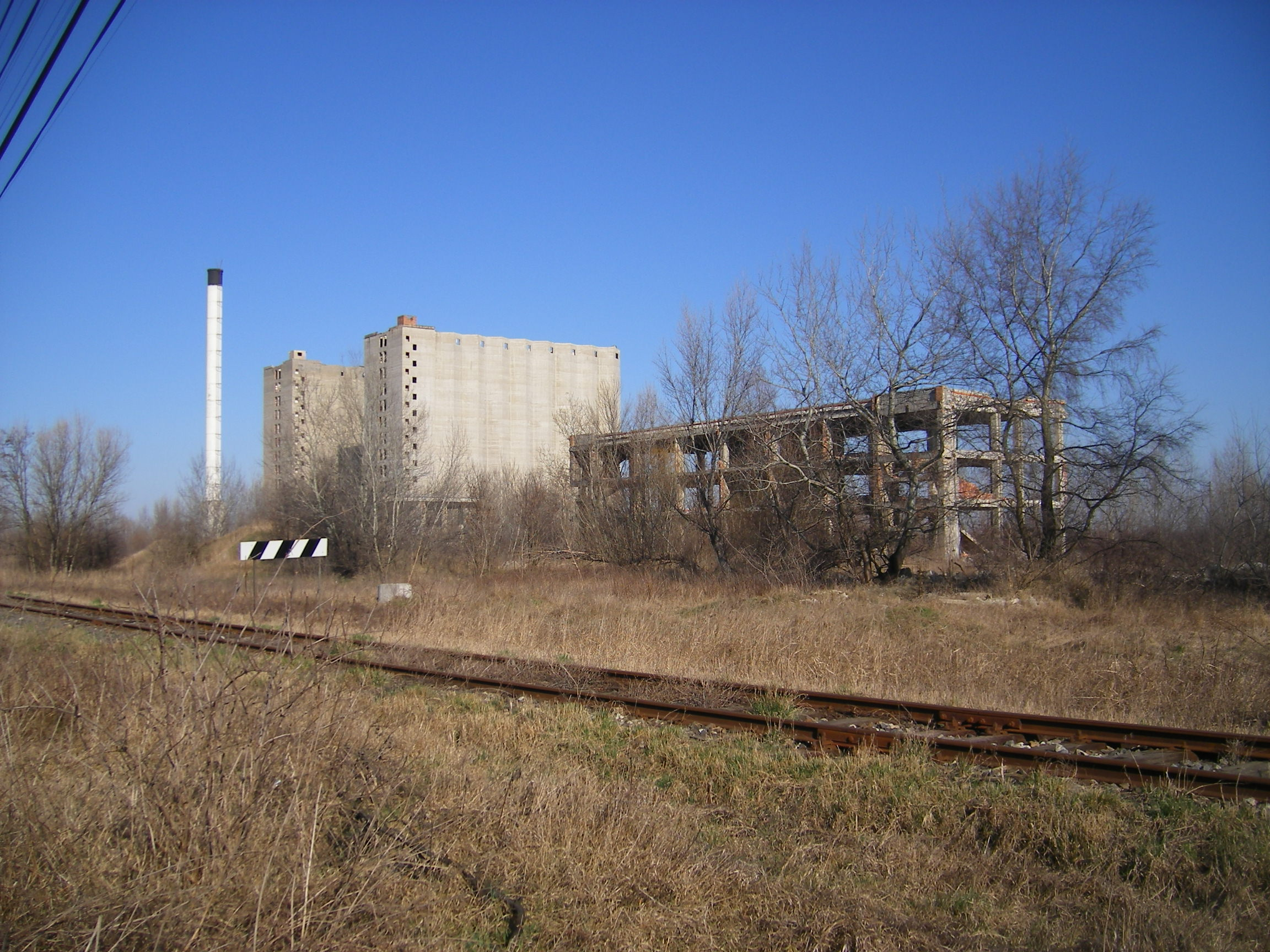
A magtár romos épülete
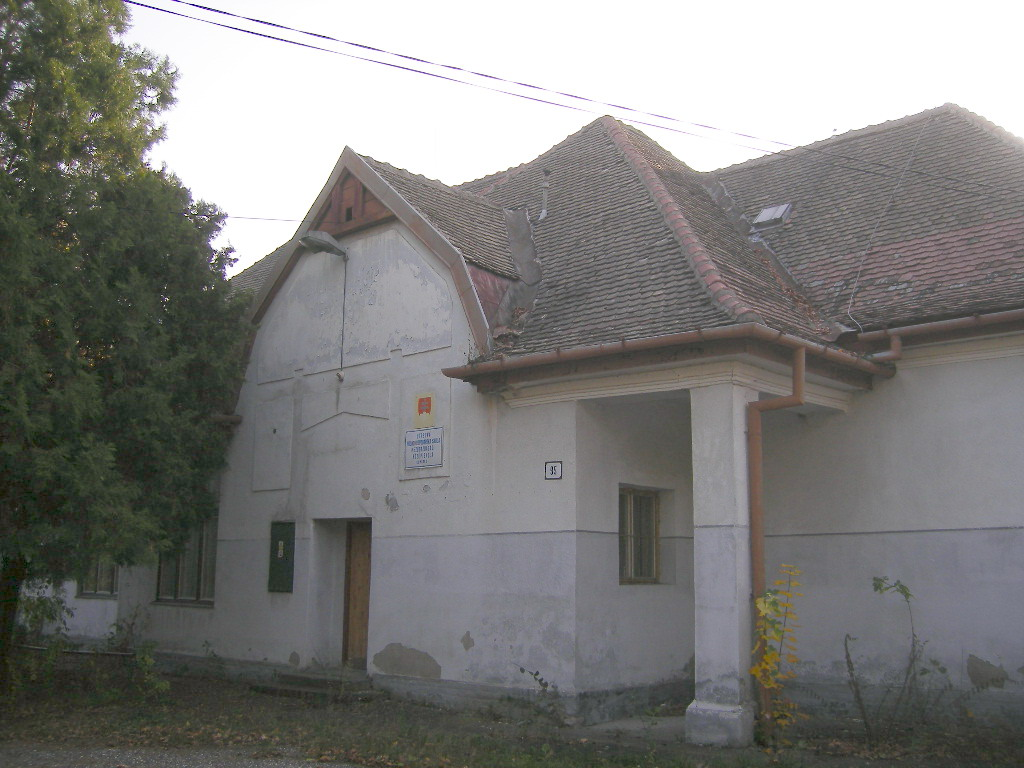
A volt iskola egyik melléképülete
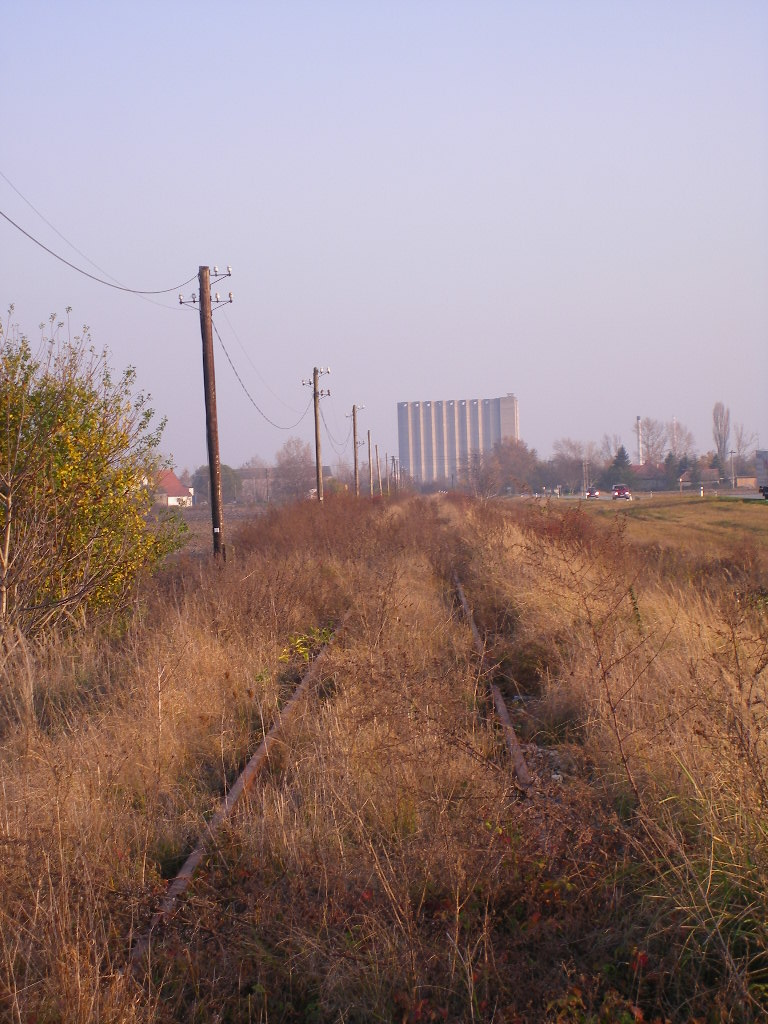
Az egykori gútai vasútvonal Kisgadócnál
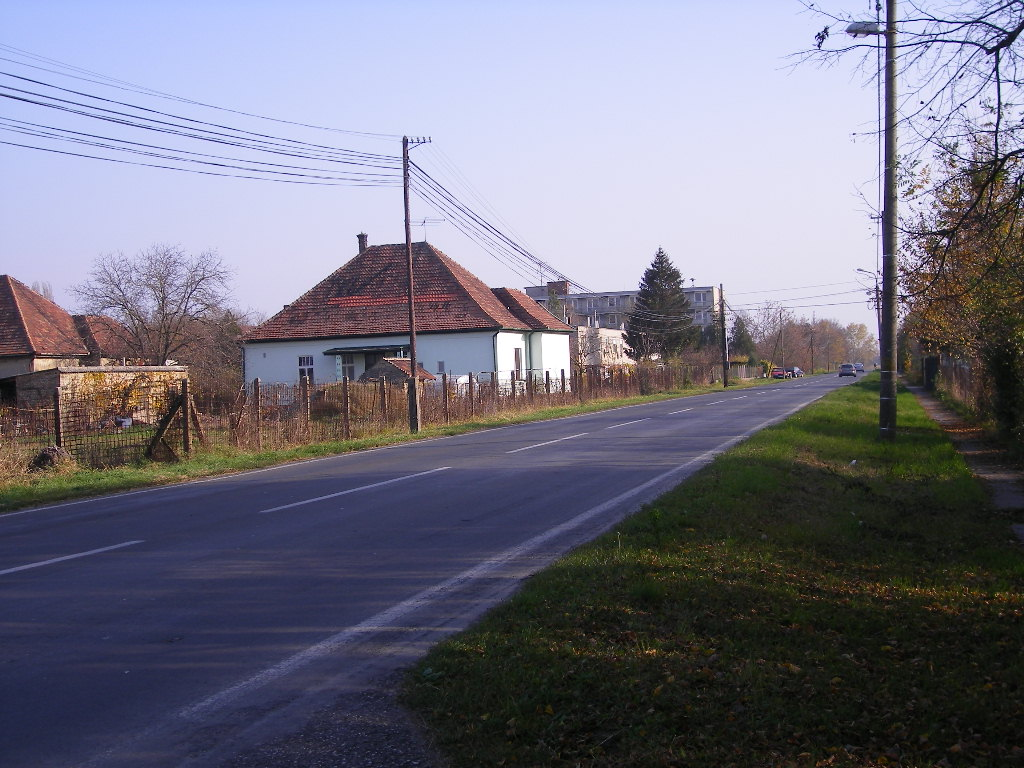
A Gadóci utca
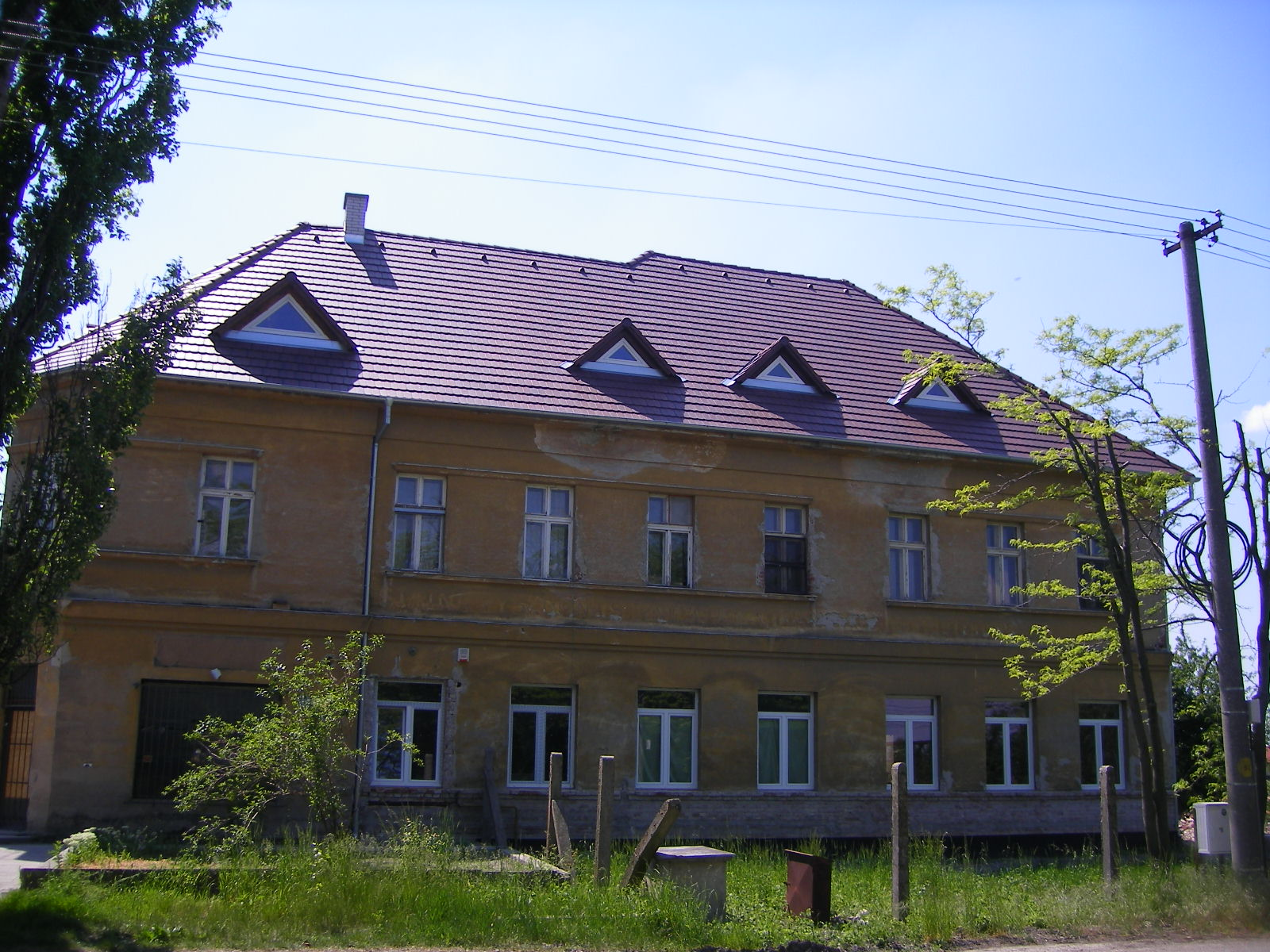
Gadóc
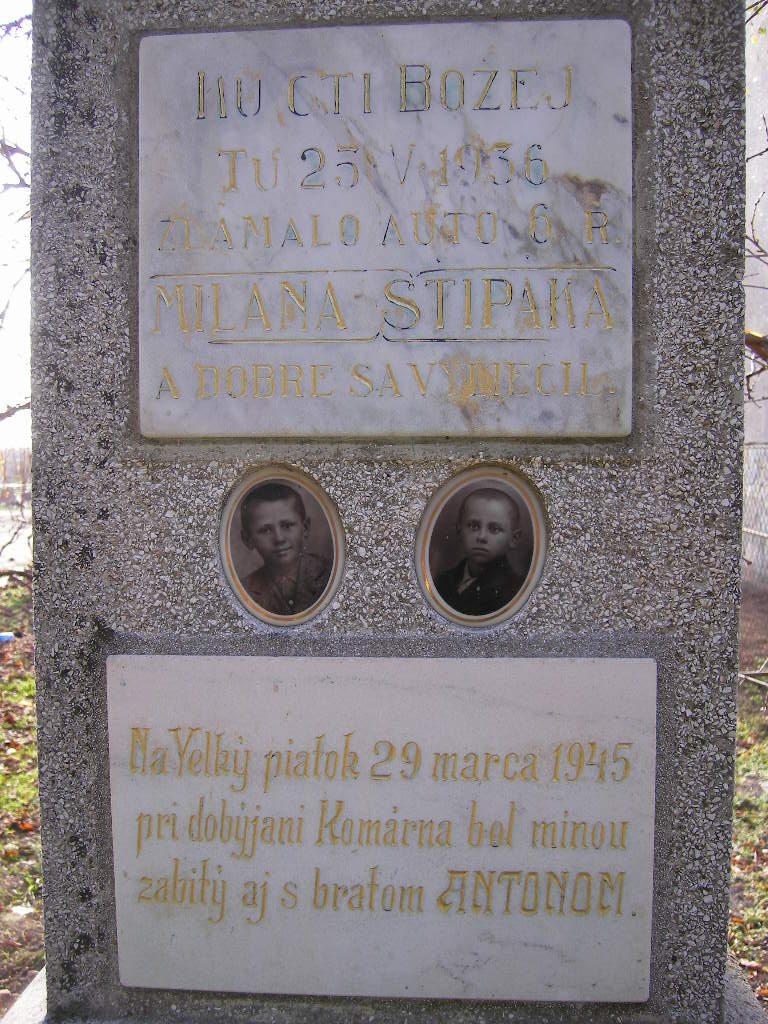
A gadóci kereszt felirata
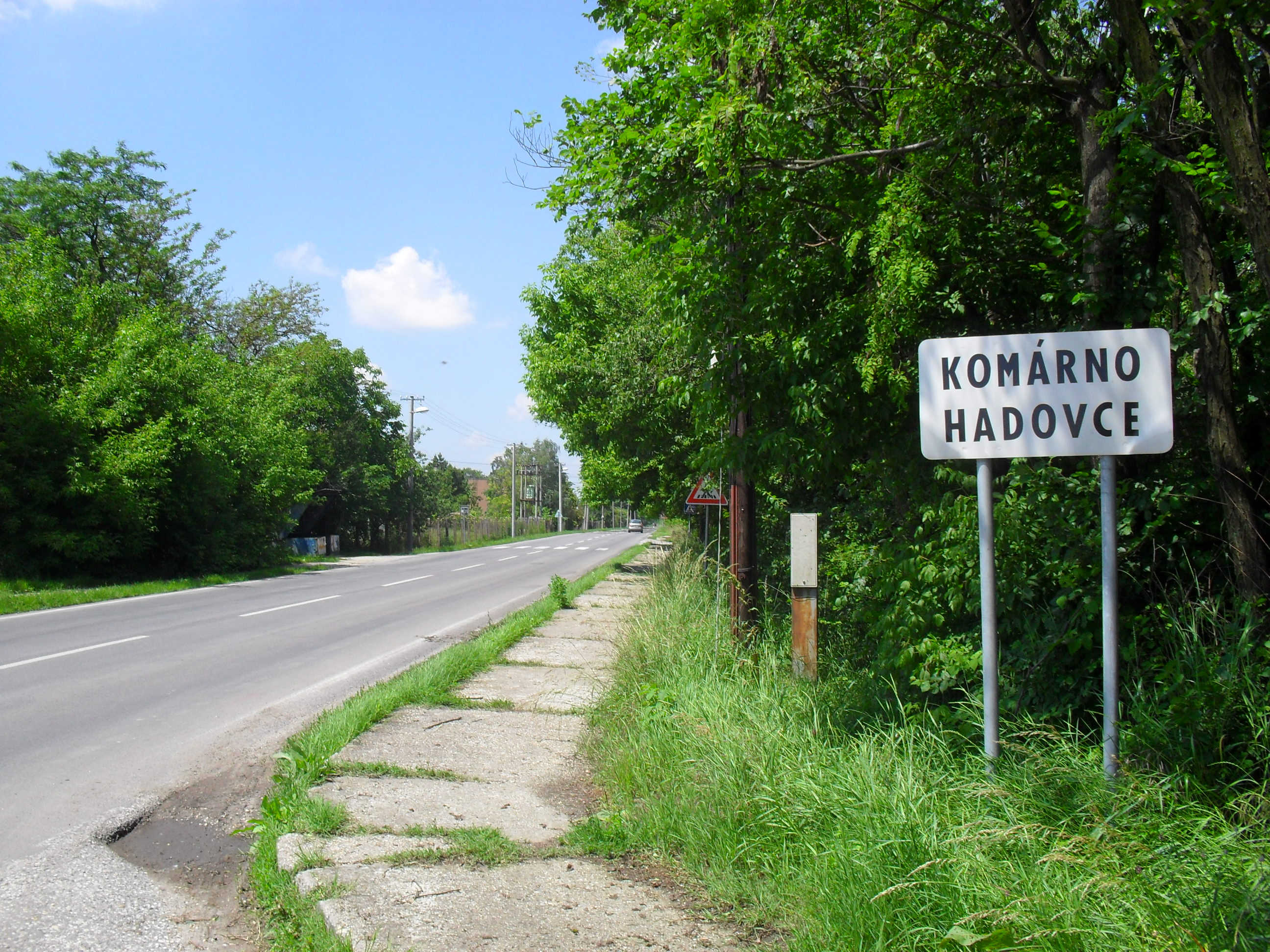
Helységnévtábla az 573-as úton